# 盧福突吻魚
盧福突吻魚（学名：Varicorhinus lufupensis）为輻鰭魚綱鯉形目鲤科的其中一種，分布於非洲Lufapa河流域，體長可達19.4公分。

## 扩展阅读
維基物種上的相關：盧福突吻魚